# Чикида, Павел Иванович
Павел Иванович Чикида (бел. Павел Іванавіч Чыкіда; род. 21 июня 1995, Смолевичи, Минская область) — белорусский футболист, полузащитник мозырской «Славии».

## Карьера
Футбольную карьеру начал в 2013 году в составе клуба Смолевичи.
В 2020 году перешёл в белорусский клуб «Гомель».
В начале 2022 года подписал контракт с казахстанским клубом «Мактаарал». 5 марта 2022 года в матче против клуба «Ордабасы» дебютировал в казахстанской Премьер-лиге.
В июле 2023 года футболист пополнил ряды мозырской «Славии». В сезоне-2024 набрал 6 (5+1) очков по системе «гол+пас» в первых 4 матчах высшей лиги. Стал лучшим снайпером «Славии» в чемпионате-2024 с 8 голами.

## Достижения
«Смолевичи»
- Серебряный призёр Первой лиги Белоруссии: 2017

«Гомель»
- Серебряный призёр Первой лиги Белоруссии: 2020

## Клубная статистика
| Игровая карьера | Игровая карьера | Игровая карьера | Лига | Лига | Дубль | Дубль | Кубок | Кубок | Межд. | Межд. | Др. | Др. |
| --------------- | --------------- | --------------- | ---- | ---- | ----- | ----- | ----- | ----- | ----- | ----- | --- | --- |
| 2020            | Дняпро          | А               | 16   | 0    | —     | —     | 2     | 0     | —     | —     | —   | —   |
| 2020            | Гомель          | Б               | 23   | 0    | —     | —     | 2     | 0     | —     | —     | —   | —   |
| 2021            | Гомель          | А               | 28   | 0    | —     | —     | 2     | 0     | —     | —     | —   | —   |
| 2022            | Мактаарал       | А               | 1    | 0    | —     | —     | —     | —     | —     | —     | —   | —   |